# 安妮塔·博格
安妮塔·博格（1949年1月17日—2003年4月6日），原名安妮塔·博格·納菲茲（英語：Anita Borg Naffz），是一位美国计算机科学家。

## 生平
生於美國伊利諾州芝加哥市，她致力於推動女性參與科學研究，建立了安妮塔·博格婦女與科技研究所（Anita Borg Institute for Women and Technology）與葛麗絲·霍普女性電腦科學系列活動（Grace Hopper Celebration of Women in Computing）。

## 外部連結
- 安妮塔·博格婦女與科技研究所官網
- 姐妹們官網 （页面存档备份，存于）
- 葛麗絲·霍普女性計算科學系列活動